# 中国南方电网
中国南方电网有限责任公司（英語：China Southern Power Grid, CSG），简称中国南方电网，成立于2002年12月29日，是中华人民共和国原国家电力公司经过中国电力体制改革后分离出的两家电网企业之一（另一家为国家电网公司），负责投资、建设和经营云南、贵州、广西、广东、海南五省的包括输电、变电以及电力调度等电网业务，此外該公司因地利之便与東南亞等外國關係緊密，故和越南、老挝、缅甸等周边国家的电网实现了互联業務。
2016年位居世界五百强第95位。
中国南方电网下设超高压输电公司、调峰调频发电公司、教育培训评价中心、招标服务中心4家分公司；广东、广西、云南、贵州、海南电网公司，广州供电局有限公司、深圳供电局有限公司和南网国际公司8家全资子公司；以及南网科研院、南网综合能源公司、南网财务公司、南网传媒公司、鼎和财产保险公司5家控股子公司；员工总数31.6万人。

## 历史沿革
组建南方电网的前因是2000年夏中央北戴河工作会议，广东省提出在新的五年规划中为该省新增1000万千瓦电力，但出現意見分歧。国务院领导提出不用在广东建这么多电厂，要搞西电东送，由贵州、云南向广东送电1000万千瓦，也是对西部欠发达省份的支持，於是決定由南方建立自己的電網。
- 会议上达成了共识如下：
  - 建设贵州、云南、广西到广东的西电东送的南线方案；
  - 建设三峡到广东的“三广线”正负500千伏直流输电线路；
  - 湘南的鲤鱼江电厂扩建两台30万千瓦火电站，直送广东。

凑足了1000万千瓦，满足了广东的目标，形成了后来的南方电网的基础。
- 全国电力体制改革时，把国家电力公司的云南、贵州、广西电网、省属的广东地方电网、省属的海南电网合并为央企南方电网，列为53家国有重要骨干企业之一，领导班子干部任命由中组部负责。
- 2002年12月29日，中国国家电力新组建（改组）公司挂牌仪式在北京人民大会堂举行，中国南方电网公司正式挂牌成立。
- 2003年3月24日至25日，中国南方电网公司在广州召开成立以后的第一次工作会议。会议提出了公司建设经营型、服务型、一体化、现代化企业的发展战略目标，明确了把南方电网建设成为统一开放、结构合理、技术先进、安全可靠的现代化大电网的总体发展目标以及三个阶段的分步目标。
- 2010年8月13日，中国南方电网传媒有限公司成立，简称南网传媒。
- 2011年9月2日，中国南方电网的电视节目《南网新闻联播》开播。
- 2013年11月19日，中電宣布聯同中國南方電網，向埃克森美孚收購青山發電有限公司的60%權益，預期於2014年中完成。交易完成後中電成為大股東，持有70%權益，南方電網則持30%權益。
- 2018年8月1日，私募股權公司Ardian同意向中國南方電網出售其所持的盧森堡能源公司Encevo25.48%股權，後者通過兩家子公司Creos和Enovos管理電力和天然氣網和能源銷售。